# Juan Álvarez Hurtado
Juan Álvarez Hurtado (Atoyac, Intendencia de México; 27 de enero de 1790-La Providencia, Guerrero; 21 de agosto de 1867) fue un militar y político mexicano. Fue una pieza clave durante la mayoría de los conflictos armados del México independiente, desde la guerra de independencia hasta el derrocamiento del Emperador Maximiliano durante la Segunda Intervención Francesa. 
Ocupó varios rangos durante su servicio al país, siendo el más destacado el de Presidente de México por un breve periodo en 1855, después de derrocar al dictador Antonio López de Santa Anna encabezando la Revolución de Ayutla. Fue el último presidente de México que participó en la Guerra de Independencia.

## Inicios: Guerra de Independencia
Juan Álvarez Hurtado nació el 27 de enero de 1790, en Santa María de la Concepción de Atoyac, hoy Atoyac de Álvarez, en la entonces Intendencia de México (actual Guerrero). Fue hijo de Antonio Álvarez y Rafaela Hurtado. Tras haber estudiado la primaria en la Ciudad de México,  Álvarez volvió a Atoyac a los 17 años, para recibir su herencia, que, era de considerable magnitud y de la cual fue despojado por su tutor quien lo esclavizó en las labores de su propia hacienda, hasta que por su paso por la Costa se unió a Morelos. En 1810, a sus cortos 20 años, se sumó a la lucha de Independencia de México, bajo el mando de José María Morelos y Pavón. Durante esta etapa fue conocido como "El Gallego", debido a que su padre era de Santiago de Compostela.
Se distinguió en muchas acciones de guerra, especialmente en El Aguatillo y La Sabana, en la que quedó herido. En el asalto de Tixtla y en la Batalla de El Veladero. Cuando Morelos fue fusilado, se sumó a las fuerzas de Vicente Guerrero, quien combatía a las tropas realistas en las montañas del sur de la intendencia de México. Álvarez contribuyó a la causa insurgente con dinero, hombres y armas de sus ranchos, por lo que el Gobierno Virreinal lo despojó de sus tierras y ganado, llegando a declarar en su testamento:

“...aunque tanto mi señora esposa como yo trajimos algunos cortos intereses a nuestro matrimonio, todo absolutamente se acabó y desapareció con la guerra de nuestra independencia.”
Juan Álvarez. Testamento

En el repliegue insurgente peleó junto a Guerrero la guerra de guerrillas y ante el Plan de Iguala se le encomendó tomar Acapulco que se encontraba en poder de los realistas, lo cual logró con éxito el 15 de octubre. A partir de ahí se convirtió en caudillo de la región del sur, reconociéndosele por sus victorias como las de El Aguacatillo, el fuerte de San Diego, Tixtla, el Cerro del Veladero y en la Tierra Caliente. 
Después de consumarse la independencia, Álvarez ocupó la comandancia militar de Acapulco de 1821 a 1823, después de que Vicente Guerrero lo recomendase ante Iturbide como “el jefe de más prestigio en la Costa del Sur”. Sin embargo, al considerar intolerable la actitud y decisiones políticas del Emperador Iturbide, combatió al Primer Imperio Mexicano y apoyó la presidencia de Vicente Guerrero, aunque no pudo evitar su asesinato.

## Guerras contra Francia y los Estados Unidos
Combatió la intervención francesa en la Guerra de los Pasteles y a los estadounidenses en la guerra de 1847, en la que sus detractores, entre ellos Santa Anna, le atribuyen una dudosa actuación, concretamente en la Batalla del Molino del Rey. Sin embargo, la caballería de Álvarez defendió y recuperó los molinos de manos de las fuerzas norteamericanas, cesando solo su actuación debido a que Santa Anna, al mando de la defensa y con quien sostenía una rivalidad, le ordenó que no interviniera más en la batalla y que se retirase a Tacuba para organizar un ataque posterior, aún a sabiendas de que esto debilitaría fuertemente a los defensores. Álvarez marchó hacia Tacuba, limpiando el camino de los contingentes estadounidenses con los que se encontraba. Antes de la invasión, Álvarez siempre señaló como un error que los legisladores permitiesen el libre asentamiento de los estadounidenses en Texas, apuntando que a la larga esto produciría grandes malestares a México:

“La poca previsión de los legisladores de 1824 nos trajo ese gran mal. Se propusieron éstos con la ley del 18 de agosto, abrir un gran canal de riqueza que viniera de Texas a México y fue en viceversa, se abrió de México a Texas. Por él se nos han ido 8,000 soldados más o menos; con cuatro mil al sepulcro por la diferencia de climas y otros cuatro mil que han desertado de las filas llevándose los más de ellos hasta los fusiles.”
Carta de Juan Álvarez a Riva Palacio, 1845, sobre la situación en Texas

Álvarez se caracterizaba por ser un cacique liberal con un poder regional tan importante que en 1849 impulsó la creación del Estado de Guerrero, del cual fue nombrado gobernador interino, y en 1850 triunfó en las primeras elecciones para convertirse en el primer gobernador constitucional de dicho estado.

## Plan y Revolución de Ayutla
A principios de 1854 en el territorio del actual Estado de Guerrero, Florencio Villarreal reunió a varios militares para realizar un análisis de la situación política del país, como resultado se proclamó el Plan de Ayutla, del cual fueron partícipes Juan Álvarez e Ignacio Comonfort. Se redactó un documento con diez puntos, cuyos objetivos principales eran:
- Cesar la presidencia de Antonio López de Santa Anna.
- Formar una junta con representantes de las legislaturas de los estados y elegir un presidente interino.
- Otorgar amplias facultades al presidente interino para mantener la unidad nacional, el progreso del país y las garantías individuales.
- Convocar a un Congreso para constituir una república representativa y popular.

El plan fue modificado el 1 de marzo en Acapulco, aceptado por Álvarez y Comonfort —quien consiguió armas y municiones en Estados Unidos— se determinó que todo aquel que se opusiera a la proclama sería considerado enemigo de la independencia de México.

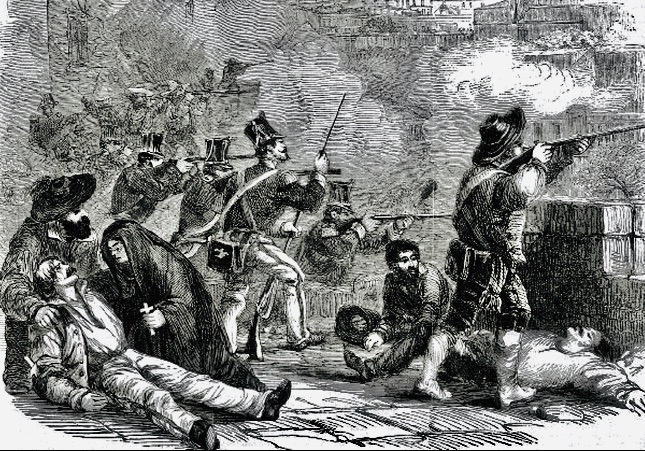
Batalla durante la Revolución de Ayutla.

Santa Anna había intentado impedir la sublevación enviando al comandante Tomás Moreno, pero este se unió a las fuerzas de Álvarez. A mediados de marzo, con una fuerza de cinco mil hombres, Santa Anna se dirigió al puerto de Acapulco. Intentó asaltar la plaza el 19 de abril pero fue rechazado, en represalia incendió las haciendas y poblaciones aledañas y regresó a la Ciudad de México. Santa Anna convocó un plebiscito cuestionando a la población su opinión acerca de continuar en la presidencia y en caso contrario a quién se debía de entregar el puesto. El mayor parte del resultado del plebiscito favoreció a Juan Álvarez para tomar la presidencia, sin embargo, Santa Anna ordenó aprehender a quienes habían votado en su contra y declaró que era voluntad de la nación continuar al frente del gobierno.
En los primeros meses de 1855, la Revolución de Ayutla se extendió a Nuevo León, Tamaulipas, y Michoacán. Santa Anna organizó diversas expediciones para sofocar las rebeliones, pero finalmente decidió renunciar. El 8 de agosto nombró un triunvirato formado por Ignacio Pavón, Mariano Salas y Martín Carrera, a mediados del mismo mes abandonó el país. La revolución continuó con los pronunciamientos de Rómulo Díaz de la Vega en Ciudad de México, de Antonio de Haro y Tamariz en San Luis Potosí y de Manuel Doblado en Guanajuato; pero Comonfort logró pactar la paz en una convención celebrada durante septiembre en Lagos. 
El 1 de octubre de 1855, Álvarez llegó a Cuernavaca, Morelos. Expidió un manifiesto dirigido a la nación explicando los motivos de la revolución, y nombró una junta de representantes para elegir al presidente interino. La mayoría de los votos fue a su favor. El 4 de octubre, como presidente de la república, nombró de inmediato a su gabinete.

## Presidencia de México (1855) y Reforma

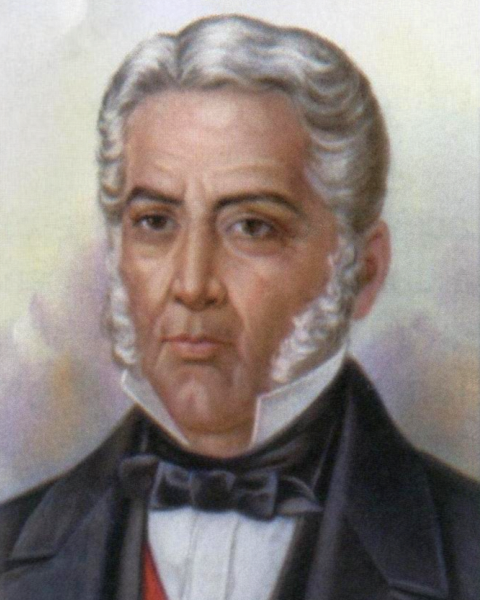
Juan Álvarez como presidente.

Su gobierno fue fugaz pero brillante, logrando reunir a una generación excepcional: Ignacio Comonfort en el ministerio de Guerra, Melchor Ocampo en Relaciones Exteriores, Guillermo Prieto en Hacienda y Benito Juárez en Justicia. Con un respaldo así, en los escasos 2 meses que gobernó desde Cuernavaca tomó dos medidas, conocidas como Ley Juárez, que cambiarían el destino de México: la convocatoria al Congreso que elaboraría la Constitución de 1857, y la abolición del fuero militar y eclesiástico.

"Quiero testimoniar que soy leal a mi Patria, por la que levanté el estandarte que reconquistó la libertad. Quiero que la nación conozca que defiendo las instituciones que han de hacerla feliz; quiero que el país en el que vi la luz primera se nivele en progreso y civilización a las primeras potencias de Europa..."
Juan Álvarez, carta dirigida a Ignacio Comonfort

Álvarez sentía un profundo rechazo natural por la clase alta de la Ciudad de México debido a su ideología centralista y a la afiliación de muchos de sus miembros al partido conservador, pues muchos de ellos comulgaban con aspiraciones monárquicas, tendencias oligárquicas, el esnobismo, o bien, habían manifestado antipatía y desprecio expresos hacia las clases más bajas que contenían a la mayor parte del pueblo mexicano. Por otra parte, Álvarez era ajeno a la vida urbana. Por estos y otros motivos de salud personal, y luego de haber inculcado en Ignacio Comonfort los principios de las Leyes de Reforma, decidió entregar a este el poder y regresar a sus dominios en Guerrero. Al salir de México dijo: 

"Pobre entré a la Presidencia y pobre salgo de ella, pero con la satisfacción que no pesa sobre mí la censura pública, porque dedicado desde mi más tierna edad al trabajo personal, sé manejar el arado para sostener a mi familia, sin necesidad de los puestos públicos donde otros se enriquecen con ultraje de la orfandad y la miseria."

Fiel a la república, vivió para ver su triunfo definitivo en 1867; pero antes intervino activamente en la Guerra de Reforma apoyando a Juárez.

## Segunda Intervención Francesa

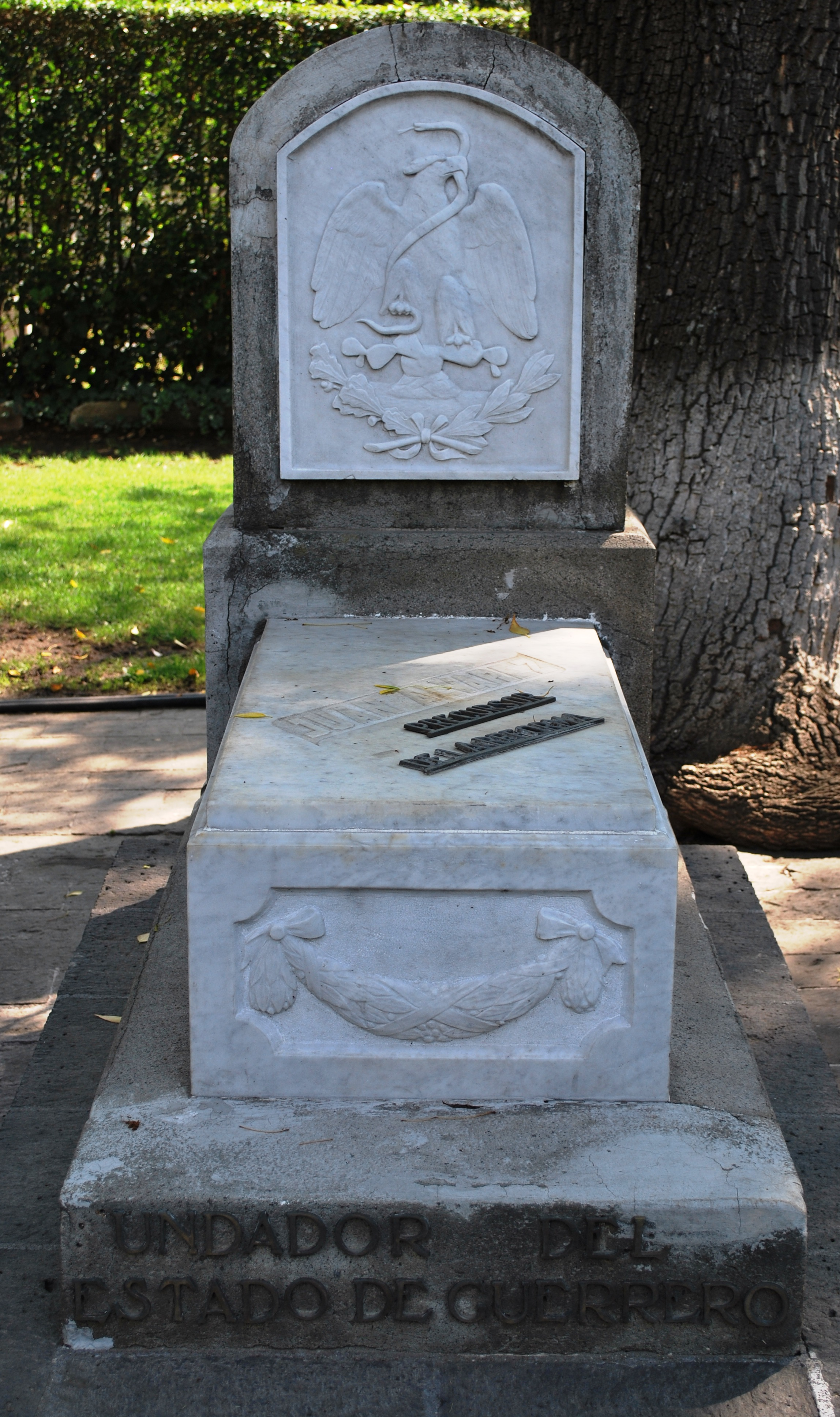
Sepulcro de Juan Álvarez en la Rotonda de las Personas Ilustres.

Durante la Intervención Francesa se hizo cargo de la División del Sur, y llegó a suplir a Juárez[cita requerida] cuando en sus ausencias le delegaba la responsabilidad de las operaciones. Murió poco tiempo después del triunfo de las armas nacionales sobre el Imperio de Maximiliano, en su hacienda en La Providencia, municipio de Acapulco, dentro de su estado natal de Guerrero, el 21 de agosto de 1867. 
Fue el último de los caudillos de la Independencia en morir. Sus contemporáneos lo llamaban La Pantera del Sur. Sus restos fueron trasladados con honores a la Rotonda de las Personas Ilustres en Ciudad de México el 27 de diciembre de 1922.